# Саборско
Саборско је насељено мјесто и сједиште истоимене општине у Лици, Карловачка жупанија, Република Хрватска.

## Географија
Налази се у уској котлини подно Мале Капеле. Од Плашког је удаљено око 19 км, а од Огулина око 46 км југоисточно.

## Историја
Саборско се од распада Југославије до августа 1995. године налазило у Републици Српској Крајини. До територијалне реорганизације у Хрватској налазило се у саставу бивше велике општине Огулин.

## Становништво

### Општина Саборско
Попис 2001. године:
- Хрвати 78,5%,
- Срби 19,2%.

#### Број становника по пописима
| Националност   | 2001. | 1991. | 1981. | 1971. | 1961. | 1953. | 1948. | 1931. | 1921. | 1910. | 1900. | 1890. | 1880. | 1869. | 1857. |
| бр. становника | 860   | 1.501 | 2.105 | 2.753 | 3.246 | 3.695 | 3.898 | 4.058 | 3.418 | 3.806 | 3.769 | 3.631 | 2.944 | 2.912 | 2.087 |

- напомене:

Настала из старе општине Огулин. Од 1857. до 1880. део података садржан у општини Плитвичка Језера у Личко-сењској жупанији.

### Саборско (насељено место)
Према попису становништва из 2011. године, општина Саборско је имала 632 становника, од чега у насељу Саборско 462 становника.
| Националност   | 2001. | 1991. | 1981. | 1971. | 1961. | 1953. | 1948. | 1931. | 1921. | 1910. | 1900. | 1890. | 1880. | 1869. | 1857. |
| бр. становника | 666   | 852   | 1.127 | 1.519 | 1.832 | 2.062 | 2.165 | 2.012 | 1.741 | 2.010 | 1.944 | 1.879 | 1.391 | 1.334 | 713   |

- напомене:

Од 1857. до 1880. део података садржан је у насељу Горњи Бабин Поток, општина Плитвичка Језера, Личко-сењска жупанија. У 1880. исказано под именом Заборско.
| Националност       | 2001.        | 1991.        | 1981.          | 1971.          | 1961.          |
| Хрвати             | 655 (98,34%) | 800 (93,89%) | 1.081 (95,91%) | 1.476 (97,16%) | 1.779 (97,10%) |
| Срби               | 0            | 18 (2,11%)   | 38 (3,37%)     | 34 (2,23%)     | 48 (2,62%)     |
| Југословени        | 0            | 0            | 4 (0,35%)      | 1 (0,06%)      | 0              |
| остали и непознато | 11 (1,65%)   | 34 (3,99%)   | 4 (0,35%)      | 8 (0,52%)      | 5 (0,27%)      |
| Укупно             | 666          | 852          | 1.127          | 1.519          | 1.832          |

На попису становништва 1991. године, насељено место Саборско је имало 852 становника, следећег националног састава:
| Попис 1991.‍  | Попис 1991.‍  | Попис 1991.‍ | Попис 1991.‍ | Попис 1991.‍ |
| ------------ | ------------ | ----------- | ----------- | ----------- |
|              |              |             |             |             |
| Хрвати       | Хрвати       |             | 800         | 93,89%      |
| Срби         | Срби         |             | 18          | 2,11%       |
| остали       | остали       |             | 1           | 0,11%       |
| неопредељени | неопредељени |             | 5           | 0,58%       |
| непознато    | непознато    |             | 28          | 3,28%       |
| укупно: 852  |              |             |             |             |

На попису становништва 2011. године, општина Саборско је имала 632 становника, следећег националног састава:
| Попис 2011.‍ | Попис 2011.‍ | Попис 2011.‍ | Попис 2011.‍ | Попис 2011.‍ |
| ----------- | ----------- | ----------- | ----------- | ----------- |
|             |             |             |             |             |
| Хрвати      | Хрвати      |             | 489         | 77,37%      |
| Срби        | Срби        |             | 136         | 21,52%      |
| остали      | остали      |             | 7           | 1,11%       |
| укупно: 632 |             |             |             |             |